# Kautionssystem (England und Wales)
Im englischen Recht hat die Freilassung von Gefangenen gegen Kaution eine lange Tradition, die rechtliche Grundlage ist das Kautionssystem.

## Geschichte
In den mittelalterlichen Grafschaften Englands lag die Staatsgewalt beim Grafen und beim Sheriff. Während der Graf die richterliche Gewalt innehatte, war der Sheriff der Inhaber der ausführenden Gewalt und hatte damit das Recht verdächtige Kriminelle zu verhaften. Einige Sheriffs nutzten Kaution zu ihrer eigenen Bereicherung (Ein Beispiel für einen schurkischen Sheriff ist die Legende von Robin Hood). 
Das Statut von Westminster (1275) begrenzt hinsichtlich der Kaution die Entscheidungsfreiheit des Sheriffs. Der Sheriff konnte zwar weiterhin eine Kaution verhängen, jedoch war jetzt vorgegeben, für welche Vergehen die Freilassung auf Kaution möglich war und für welche nicht.
Im frühen 17. Jahrhundert befahl Karl I. von England allen Edelleuten, ihm Darlehen zu geben. Die Adligen, die das ablehnten wurden inhaftiert. Fünf der Gefangenen reichten eine Petition ein und beriefen sich auf die Habeas-Corpus-Akte, wonach ein Untertan der englischen Krone ohne gerichtliche Untersuchung nicht in Haft gehalten werden durfte. In der Petition of Right, die das englische Parlament 1628 an König Charles I. richtete, wurde dann festgestellt, dass sich der König über die Magna Carta (1215) hinweggesetzt hatte, als er Personen ohne rechtfertigenden Grund inhaftieren ließ.
In der Habeas-Corpus-Akte wird festgelegt, dass ein Gefangener vom Magistrat, der in diesen Fällen als die Exekutive gilt, aus der Haft zu entlassen ist, sobald der Magistrat Kenntnis davon bekommt und sobald der Gefangene eine oder mehrere Sicherheiten gestellt hat. Die Festlegung der Summe der Sicherheiten liegt im Ermessen des Magistrats. Ausgenommen davon sind Untaten, für welche das Gesetz die Freilassung des Gefangenen auf Kaution ausschließt.
Die englische Bill of Rights (1689) untersagte die Forderung nach übermäßig hohen Kautionen, die faktisch das Recht auf Freilassung gegen Kaution aushebelten und damit die Freiheit des einzelnen übermäßig beschnitten. Das war der Vorgänger des 8. Zusatzes zur US-Verfassung, der Basis des Kautionssystems in den USA.

## Gegenwärtige Praxis
Unter den gegenwärtigen britischen Gesetzen hat ein Angeklagter das Recht auf Freilassung gegen Kaution, außer es gibt hinreichenden Grund die Freilassung nicht zu gewähren. Neben der Forderung einer Kaution können zusätzliche Forderungen gestellt werden, wie z. B. die Wohnsitznahme an einer bestimmten Adresse oder die Benennung eines Bürgen. Die Freilassung gegen Kaution erfolgt häufiger durch die Polizei als durch die Gerichte und wird deshalb Polizei-Kaution genannt. Personen, die nicht auf Kaution freigelassen werden, werden in Untersuchungshaft genommen. Die neuesten Bestimmungen sind im Criminal Justice Act 2003 festgelegt.